# Petrologi
Petrologi (fra Græsk: πέτρα, petra, bjergart; og λόγος, logos, lære, kundskab) er et fagområde inden for geologi som angår studiet af bjergarter og dannelsen af dem. Ordet litologi var tidligere synonymt med petrografi, men i dag er det en gren inden for petrologi og angår makroskopisk håndprøve eller beskrivelse af en blotning.
Det er tre grene af petrologi, som korresponderer med tilsvarende bjergartstype: vulkansk, metamorf og sedimentær.
Som selvstændig videnskab udvikledes emnet i 1870-erne, blandt emnets pionerer var Henry Clifton Sorby, Harry Rosenbusch og Auguste Michel-Lévy.